# Lemonniera terrestris
Lemonniera terrestris är en svampart som beskrevs av Tubaki 1958. Lemonniera terrestris ingår i släktet Lemonniera, ordningen disksvampar, klassen Leotiomycetes, divisionen sporsäcksvampar och riket svampar.   Inga underarter finns listade i Catalogue of Life.